# Hrabstwo Humphreys (Tennessee)
Hrabstwo Humphreys (ang. Humphreys County) – hrabstwo w stanie Tennessee w Stanach Zjednoczonych. Obszar całkowity hrabstwa obejmuje powierzchnię 556,72 mil² (1441,9 km²). Według szacunków United States Census Bureau w roku 2009 miało 18 274 mieszkańców.
Hrabstwo powstało w 1809 roku. 

## Miasta
- McEwen
- New Johnsonville
- Waverly[4]

| Populacja hrabstwa w poprzednich latach | Populacja hrabstwa w poprzednich latach |
| Rok                                     | Liczba ludności                         |
| --------------------------------------- | --------------------------------------- |
| 1980                                    | 16 004                                  |
| 1990                                    | 15 795                                  |
| 2000                                    | 17 929                                  |
| 2005                                    | 18 212                                  |